# Nicky Byrne
Nicholas "Nicky" Byrne, född 9 oktober 1978 i Dublin, är en irländsk artist (sångare) och medlem i musikgruppen Westlife.

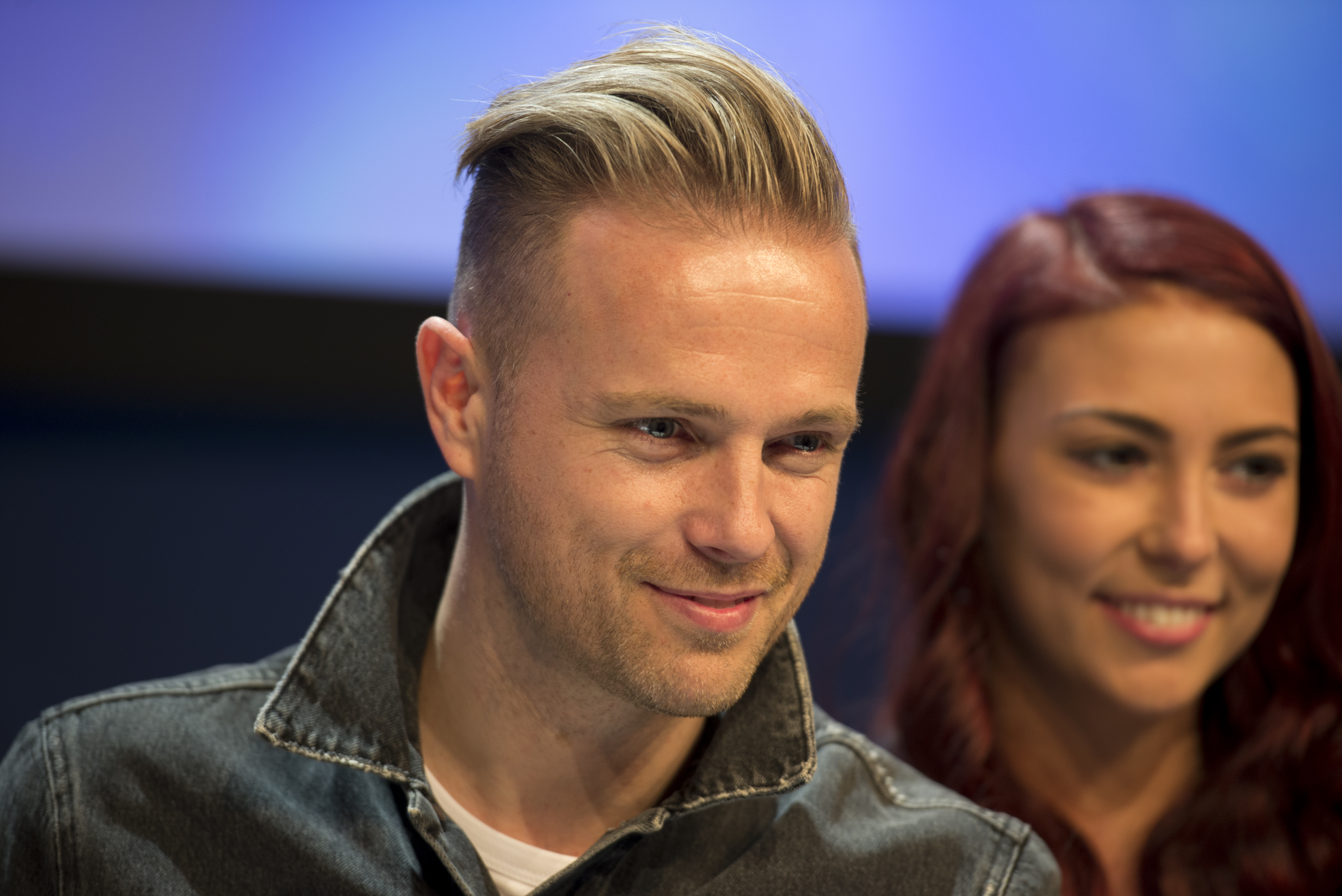
Nicky Byrne vid ett Meet & Greet under Eurovision Song Contest i Stockholm 2016.

Byrne kommer från Dublin och siktade ursprungligen på en fotbollskarriär genom Leeds Uniteds juniorlag där han var målvakt.
2009 blev Nicky Byrne tidningen VIP:s "most stylish man in Ireland".
Nicky Byrne är gift med den irländska premiärministerns dotter, Georgina Ahern, och tillsammans har de tvillingarna Rocco och Jay som föddes 20 april 2007. 23 oktober 2013 föddes dottern Gia.
Nicky Byrne deltog i Eurovision Song Contest 2016 för Irland. Han gick inte vidare från semifinal 2 utan placerade sig på en 15:e plats av 18 i semifinal 2. 